# Eñaut Zubikarai
Eñaut Zubikarai Goñi (ur. 26 lutego 1984 w Ondarroi) – hiszpański piłkarz grający na pozycji bramkarza w nowozelandzkim klubie Auckland City FC.

## Kariera klubowa
Zubikarai rozpoczął swoją karierę w klubie Aurrerá Ondarroa. W 2003 roku Hiszpan przeszedł do Realu Sociedad B. Był z niego wypożyczony do SD Eibar.
1 lipca 2008 roku dołączył do pierwszej drużyny Realu Sociedad.
6 września 2008 zadebiutował w baskijskim klubie w zremisowanym 2:2 meczu Realu Sociedad z Realem Saragossa.
W Copa del Rey Eñaut zadebiutował 28 października 2010 roku w przegranym przez Real Sociedad 2:3 meczu z Almerią.
Swój pierwszy mecz w Primera Division Bask rozegrał 10 kwietnia 2012 roku w zremisowanym 1:1 meczu Realu Sociedad z Realem Betis.
10 grudnia 2013 Zubikarai pierwszy raz zagrał w Lidze Mistrzów. Real Sociedad uległ wtedy Bayerowi 04 Leverkusen 0:1.
Hiszpan w Lidze Europy zadebiutował 31 lipca 2014 roku, Real Sociedad wygrał z Aberdeen FC 2:0.
20 stycznia 2016 roku Zubikarai dołączył jako wolny zawodnik do portugalskiego klubu CD Tondela.

### Statystyki klubowe
| Sezon   | Klub             | Kraj          | Liga               | Mecze | Bramki | Puchar Kraju | Mecze | Bramki | Rozgrywki Europy   | Mecze | Bramki |
| ------- | ---------------- | ------------- | ------------------ | ----- | ------ | ------------ | ----- | ------ | ------------------ | ----- | ------ |
| 2003/04 | Real Sociedad B  | Hiszpania     | Segunda División B | 13    | 0      | -            | -     | -      | -                  | -     | -      |
| 2004/05 | Real Sociedad B  | Hiszpania     | Segunda División B | 28    | 0      | -            | -     | -      | -                  | -     | -      |
| 2004/05 | Real Sociedad    | Hiszpania     | Primera División   | 0     | 0      | -            | -     | -      | -                  | -     | -      |
| 2005/06 | SD Eibar         | Hiszpania     | Segunda División   | 1     | 0      | -            | -     | -      | -                  | -     | -      |
| 2006/07 | Real Sociedad B  | Hiszpania     | Segunda División B | 7     | 0      | -            | -     | -      | -                  | -     | -      |
| 2007/08 | Real Sociedad B  | Hiszpania     | Segunda División B | 23    | 0      | -            | -     | -      | -                  | -     | -      |
| 2007/08 | Real Sociedad    | Hiszpania     | Segunda División   | 0     | 0      | -            | -     | -      | -                  | -     | -      |
| 2008/09 | Real Sociedad    | Hiszpania     | Segunda División   | 9     | 0      | -            | -     | -      | -                  | -     | -      |
| 2009/10 | Real Sociedad    | Hiszpania     | Segunda División   | 12    | 0      | -            | -     | -      | -                  | -     | -      |
| 2010/11 | Real Sociedad    | Hiszpania     | Primera Division   | 0     | 0      | -            | -     | -      | -                  | -     | -      |
| 2011/12 | Real Sociedad    | Hiszpania     | Primera Division   | 1     | 0      | Puchar Króla | 4     | 0      | -                  | -     | -      |
| 2012/13 | Real Sociedad    | Hiszpania     | Primera Division   | 7     | 3      | Puchar Króla | 2     | 0      | -                  | -     | -      |
| 2013/14 | Real Sociedad    | Hiszpania     | Primera Division   | 1     | 0      | Puchar Króla | 8     | 0      | Liga Mistrzów UEFA | 1     | 0      |
| 2014/15 | Real Sociedad    | Hiszpania     | Primera Division   | 16    | 0      | -            | -     | -      | -                  | -     | -      |
| 2015/16 | CD Tondela       | Portugalia    | Primeira Liga      | 5     | 0      | -            | -     | -      | -                  | -     | -      |
| 2016/17 | Auckland City FC | Nowa Zelandia | NZFC               | 19    | 0      | -            | -     | -      | -                  | -     | -      |
| 2017/18 | Auckland City FC | Nowa Zelandia | NZFC               | 20    | 0      | -            | -     | -      | -                  | -     | -      |

Stan na: 1 czerwca 2018